# Waking Light
«Waking Light» es una canción del músico estadounidense Beck, incluida como última pista de su álbum Morning Phase de 2014. Fue publicada como el segundo sencillo del álbum el 4 de febrero de 2014. La canción alcanzó el #43 en las lista del Billboard rock en el año 2014.

## Recepción
La canción ha recibido críticas positivas. Muchos críticos han felicitado el estilo psicodélico de la canción; Marc Hogan de Spin se refirió a ella como «ricamente orquestada al estilo psych-pop", mientras que Tom Breihan de iTunes agregó que la canción era "sentimental [y] centellante" y concluyó que era una "canción impresionante". Chelsea Conte de Paste llamó a la canción «maravillosamente soñadora».

## Video musical
Ningún video oficial fue creado para la canción; sin embargo, un vídeo con audio de la canción llegó a estar disponible en febrero de 2014.

## Actuaciones en directo
Beck realiza "Waking Light" por primera vez (junto con "Say Goodbye") en el programa The Tonight Show Starring Jimmy Fallon el 12 de marzo de 2014. El 28 de octubre, tocó la canción en el programa Conan.

## Posición en las listas
| Lista (2014)              | Posición máxima |
| ------------------------- | --------------- |
| US Rock Songs (Billboard) | 43              |